# 窪美澄
窪 美澄（くぼ みすみ、1965年 - ）は、日本の小説家。日本ペンクラブ会員。

## 略歴
東京都稲城市生まれ。カリタス女子中学校、カリタス女子高等学校卒業。実家は代々酒屋だったが父親が自己破産したこともあり、短大は中退。その後、広告制作会社勤務を経て、出産後フリーランスの編集ライターとして働く。妊娠、出産、子育て、女性の体と健康を中心にすえ、占星術、漢方などをテーマに、書籍、雑誌、webの世界で活動。
2009年「ミクマリ」で第8回R-18文学賞大賞を受賞し小説家デビュー。2011年、受賞作を収録した『ふがいない僕は空を見た』（新潮社）で第24回山本周五郎賞受賞、第8回本屋大賞第2位。同作はタナダユキ監督により映画化され、第37回トロント国際映画祭に出品された。2012年、『晴天の迷いクジラ』で第3回山田風太郎賞受賞。2018年、『じっと手を見る』で第159回直木賞候補。2019年、『トリニティ』で第161回直木賞候補、第36回織田作之助賞受賞。2022年、『夜に星を放つ』で第167回直木賞受賞。

## 作品リスト

### 単行本
- ふがいない僕は空を見た（2010年7月 新潮社 / 2012年10月 新潮文庫）
- 晴天の迷いクジラ（2012年2月 新潮社 / 2014年7月 新潮文庫）
  - 収録作品
    - ソラナックスルボックス（『yom yom』Vol.22）
    - 表現型の可塑性（『yom yom』Vol.23）
    - ソーダアイスの夏休み（書き下ろし）
    - 迷いクジラのいる夕景（書き下ろし）
- クラウドクラスターを愛する方法（2012年10月 朝日新聞出版 / 2015年11月 朝日文庫）
  - 収録作品
    - クラウドクラスターを愛する方法（書き下ろし）
    - キャッチアンドリリース
- アニバーサリー（2013年3月 新潮社 / 2015年7月 新潮文庫）
- 雨のなまえ（2013年10月 光文社 / 2016年8月 光文社文庫）
  - 収録作品
    - 雨のなまえ
    - 記録的短時間大雨情報
    - 雷放電
    - ゆきひら
    - あたたかい雨の降水過程
- よるのふくらみ （2014年2月 新潮社 / 2016年9月 新潮文庫）
  - 収録作品
    - なすすべもない（『小説新潮』2010年06月号）
    - 平熱セ氏三十六度二（『小説新潮』2011年02月号）
    - 星影さやかな（『小説新潮』2011年06月号）
    - よるのふくらみ
    - 真夏日の薄荷糖
    - 瞬きせよ銀星
- 水やりはいつも深夜だけど（2014年11月 角川書店 / 2017年5月 角川文庫）
  - 収録作品
    - ちらめくポーチュラカ
    - サボテンの咆哮
    - ゲンノショウコ
    - 砂のないテラリウム
    - かそけきサンカヨウ
- さよなら、ニルヴァーナ（2015年5月 文藝春秋）
- アカガミ（2016年4月 河出書房新社）
- すみなれたからだで（2016年10月 河出書房新社）
  - 収録作品
    - 父を山に棄てにいく（『小説新潮』 2011年7月号）
    - インフルエンザの左岸から
    - 猫降る曇天
    - すみなれたからだで
    - バイタルサイン
    - 銀紙色のアンタレス（『オール讀物』 2015年8月号）
    - 朧月夜のスーヴェニア
    - 猫と春
- やめるときも、すこやかなるときも（2017年3月 集英社）
- じっと手を見る（2018年4月 幻冬舎）
- トリニティ (2019年3月 新潮社 / 2021年8月 新潮文庫)
- いるいないみらい (2019年6月 KADOKAWA / 2022年4月 角川文庫)
- たおやかに輪をえがいて（2020年2月 中央公論新社 / 2022年12月 中公文庫）
- 私は女になりたい（2020年10月 講談社 / 2023年4月 講談社文庫）
- ははのれんあい (2021年1月 KADOKAWA)
- 朔が満ちる(2021年7月 朝日新聞出版)
- 朱より赤く: 高岡智照尼の生涯（2022年1月 小学館）
- 夜に星を放つ（2022年5月 文藝春秋）
- 夏日狂想（2022年9月 新潮社）
- タイム・オブ・デス、デート・オブ・バース（2022年12月 筑摩書房）
- 夜空に浮かぶ欠けた月たち（2023年4月 KADOKAWA）
- ルミネッセンス（2023年7月 光文社）

### アンソロジー
「」内が窪美澄の作品
- あのころの、（2012年4月 実業之日本社文庫）「リーメンビューゲル」
- きみのために棘を生やすの （2014年6月　河出書房新社）「朧月夜のスーヴェニア」
- 黒い結婚 白い結婚（2017年3月 講談社）「水際の金魚」

### 著者名単行本未収録作品
- そのなかにある、みずうみ（『GINGER L。』2011 SUMMER 03号）
- リーメンビューゲル（『紡』Vol.3）
- ニンプ模様（『たまごクラブ』2012年1月号 - ）
- たゆたうひかり（『小説新潮』2012年12月号）
- 暗れ惑う虹彩（『GINGER L。』2016 SUPRING 22号）
- 柘榴のメルクマール（『小説幻冬』2016年11月号）
- ゆりかご（『小説 野性時代』特別編集 2022年冬号）
- 芍薬の星月夜（『小説新潮』2025年7月号）

## 映像化作品
映画
- ふがいない僕は空を見た（2012年11月17日公開、配給：東京テアトル、監督：タナダユキ、主演：永山絢斗、田畑智子）
- かそけきサンカヨウ（2021年10月15日公開予定、配給：イオンエンターテイメント、監督：今泉力哉、主演：志田彩良）

テレビドラマ
- やめるときも、すこやかなるときも（2020年1月21日 - 3月24日、日本テレビ、演出：小室直子、主演：藤ヶ谷太輔）